# سمفونی شماره ۴ (مالر)
سمفونی شماره ۴ (انگلیسی: Symphony No. 4) در گام سل ماژور، چهارمین سمفونی از مصنف برجسته گوستاو مالر است که میان سال‌های ۱۸۹۲ تا ۱۹۰۰، کار تصنیف آن به پایان رسید.